# Adolf Rehm

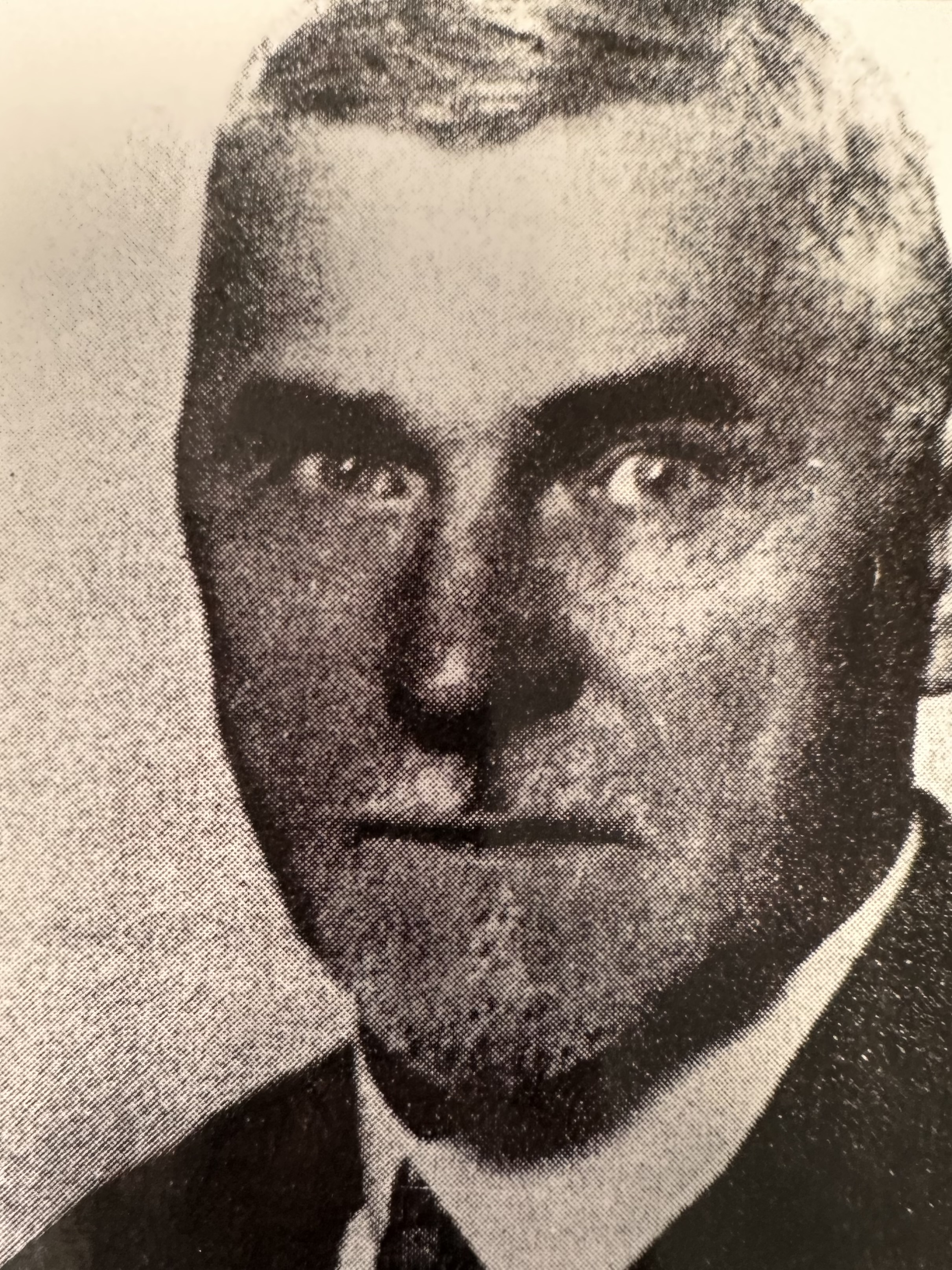
Adolf Rehm

Paul Adolf Rehm (* 13. Juni 1867 in Wildenfels; † 20. April 1952 in Dresden-Bühlau) war ein deutscher Bildhauer.

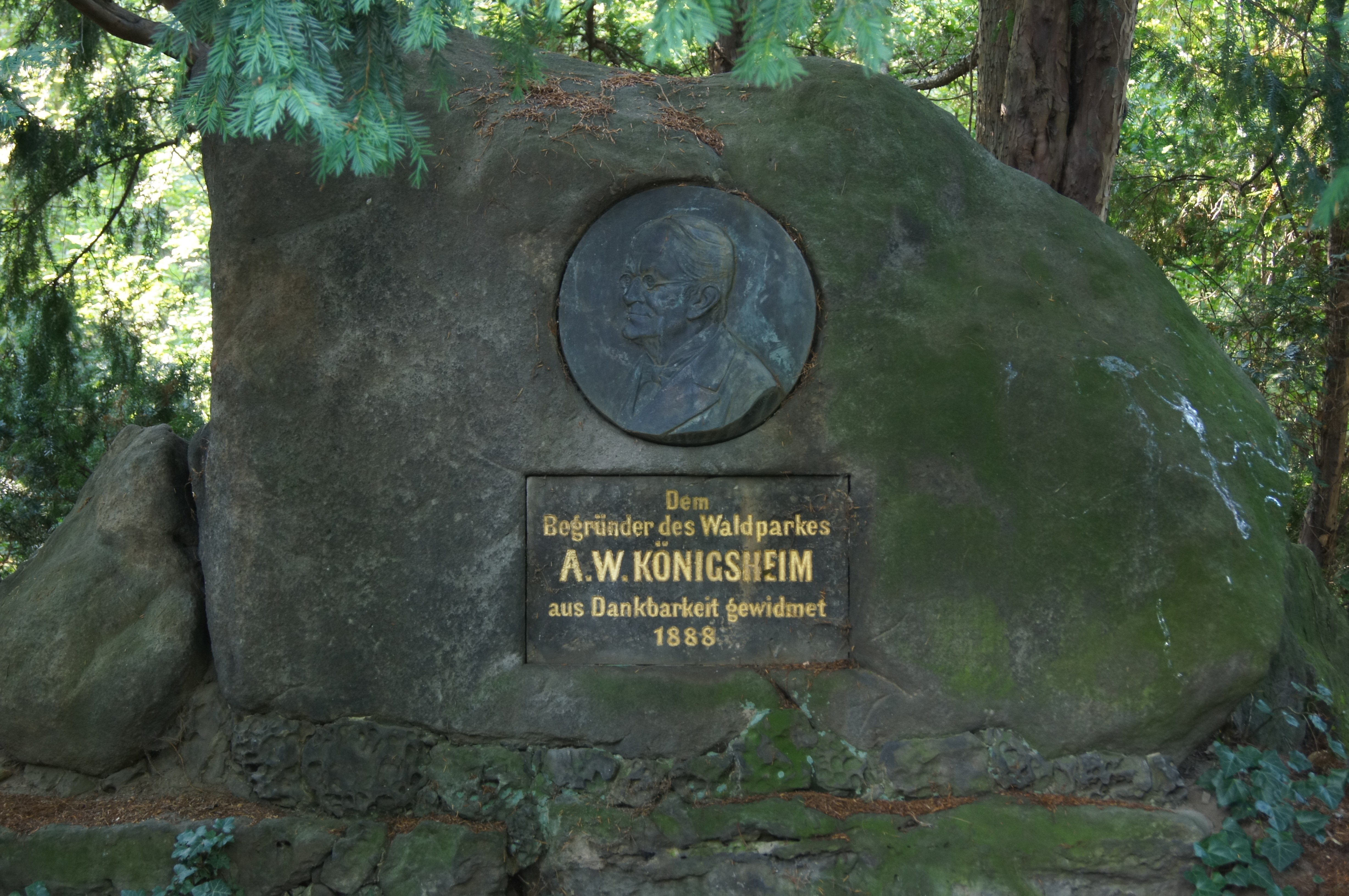
Königsheim-Gedenkstein im Waldpark Blasewitz

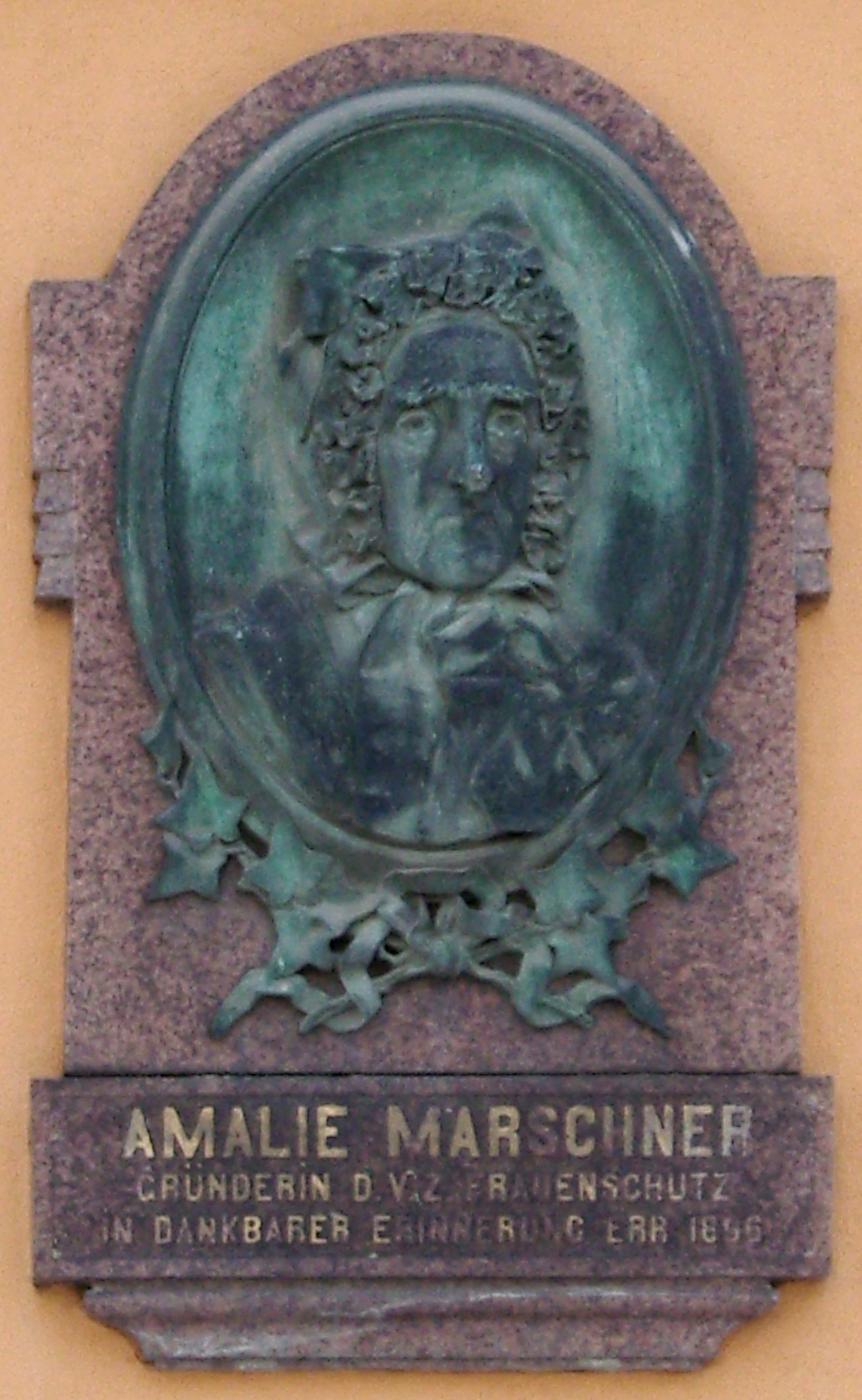
Relief der Amalie Marschner in Dresden

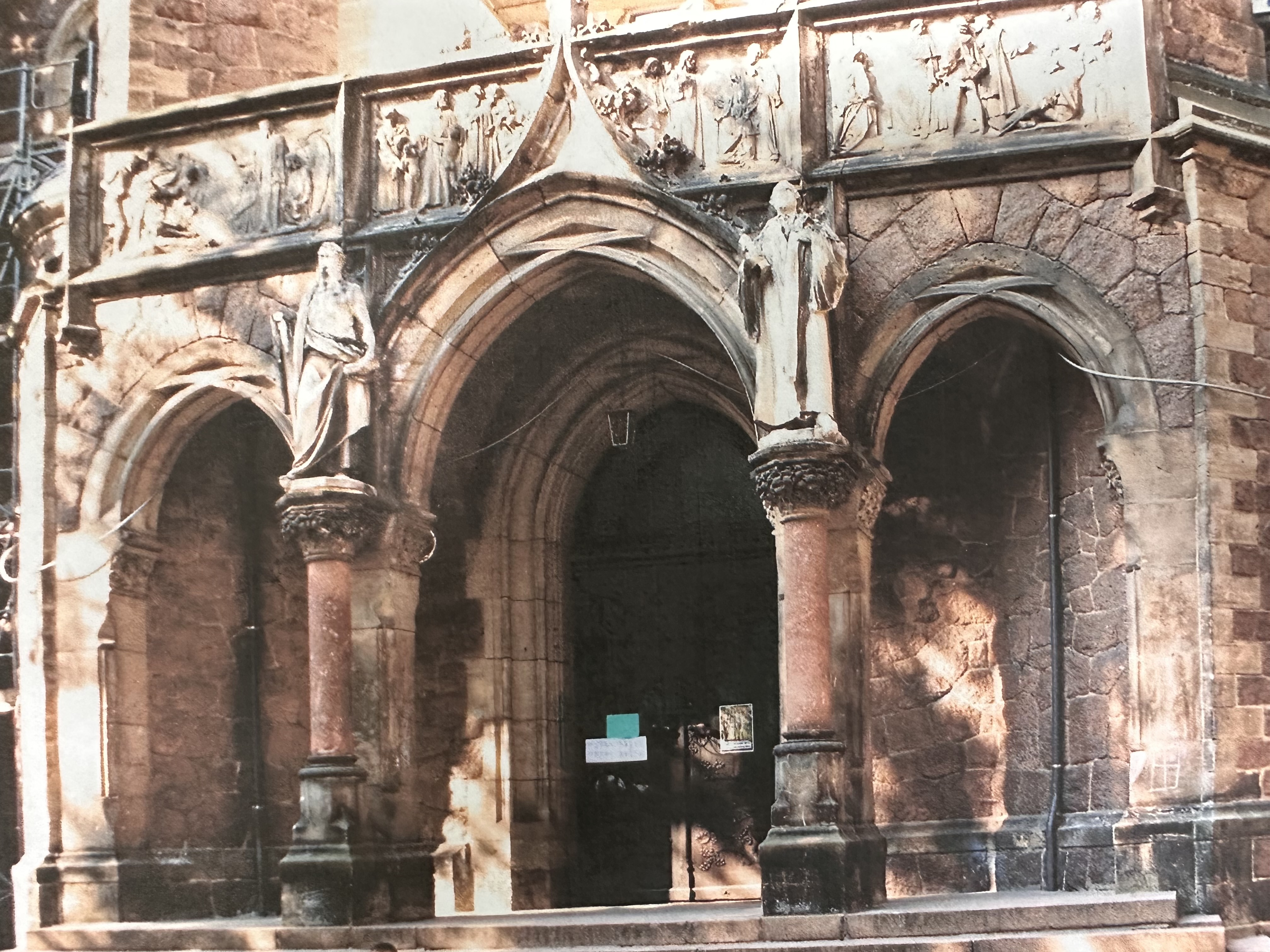
Portal der Lutherkirche in Meißen

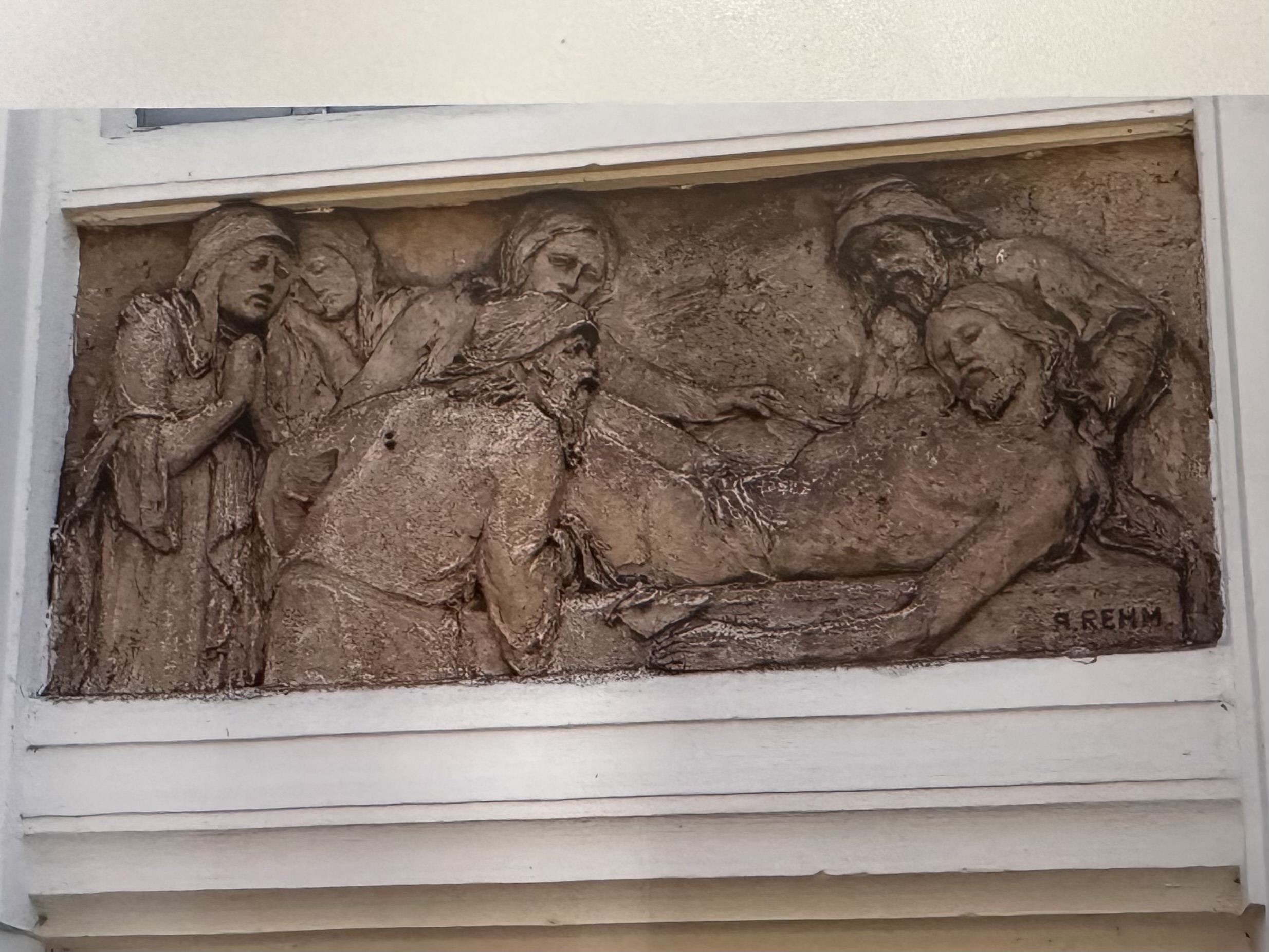
Grablegung Christi, Portalrelief der Friedhofshalle in Wildenfels, 1909

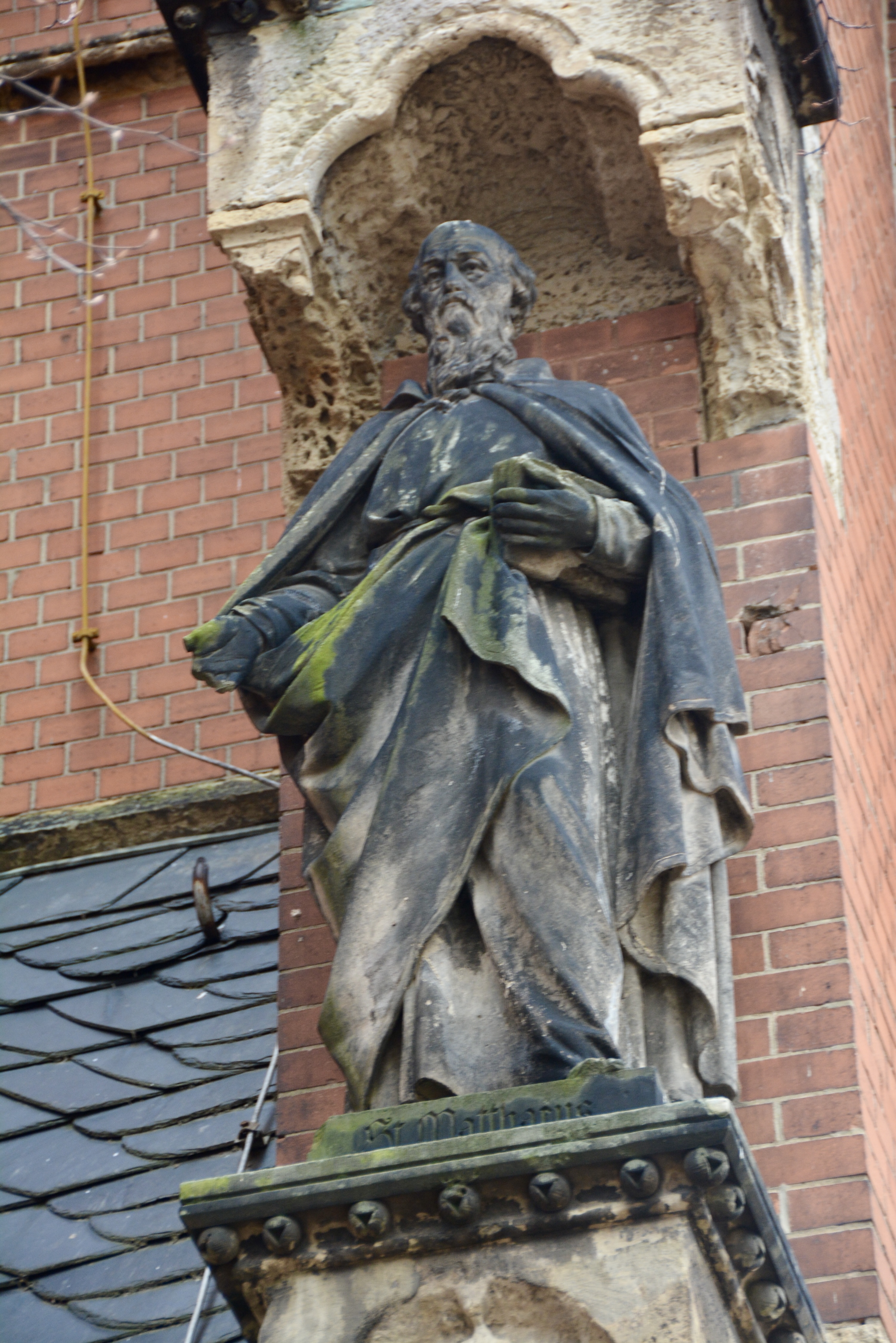
Matthäus, Maria-und-Martha-Kirche in Bautzen, 1891

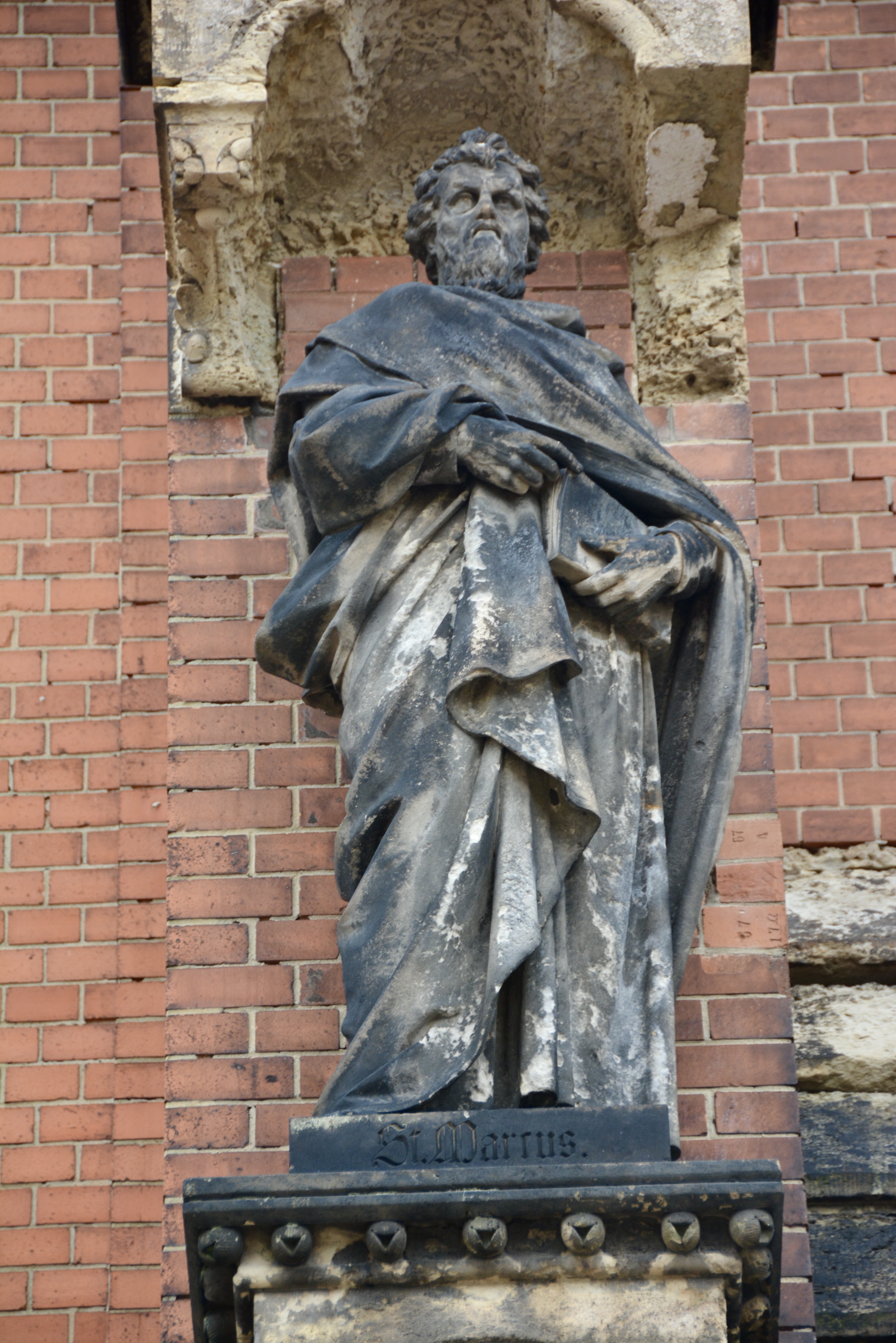
Marcus, Maria-und-Martha-Kirche in Bautzen, 1891

Kleinplastik Dr. Krenkel

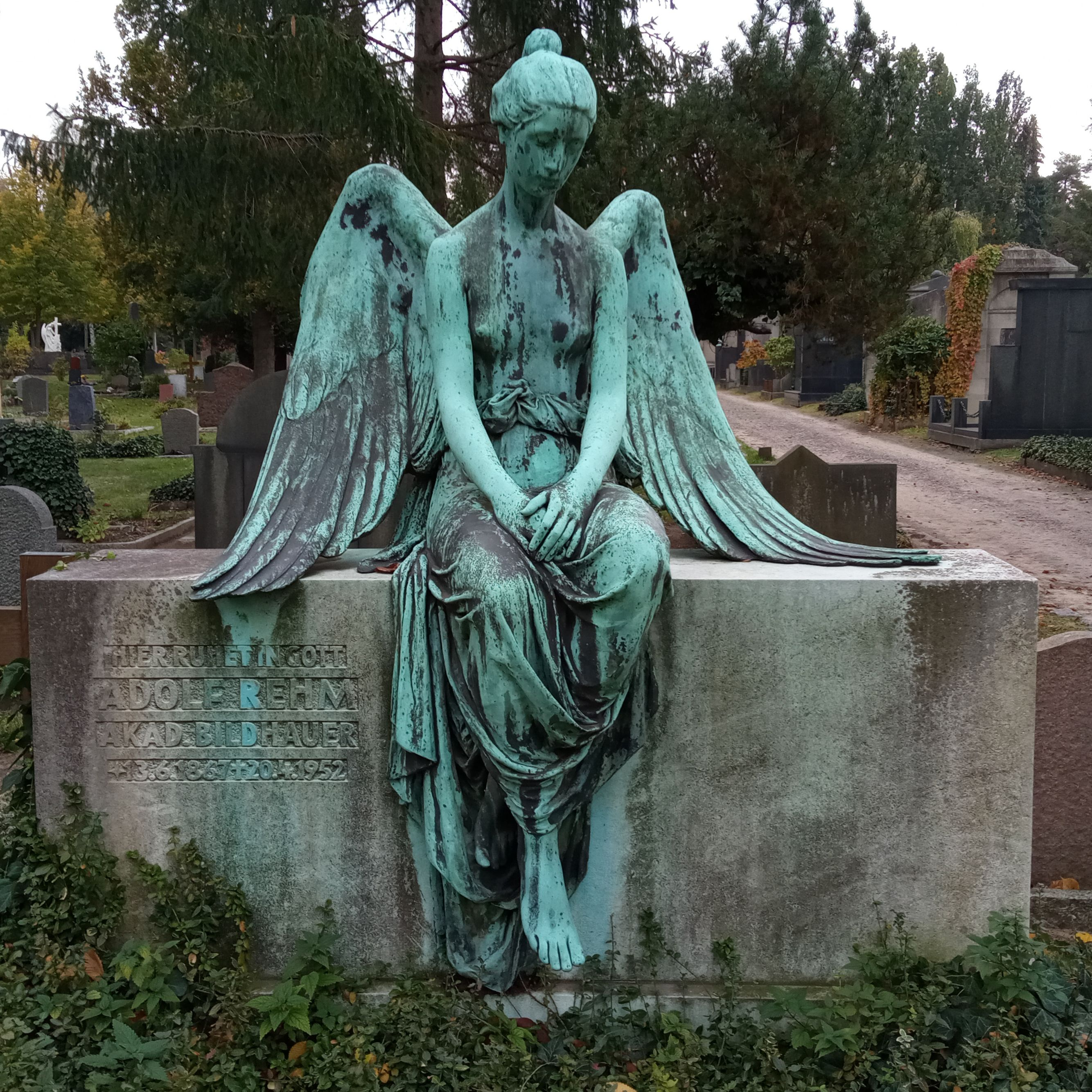
Grabmal des Adolf Rehm, Johannisfriedhof Dresden-Tolkewitz

## Leben
Rehms Vater war der Webermeister Carl August Rehm aus Wildenfels, seine Mutter Julie Auguste Rehm geborene Teubner stammte aus Hohenstein. Er war in erster Ehe mit Gertrud Rehm geb. Retzlaff verheiratet. Die Verlobung fand 1898 in Dresden-Loschwitz statt. Am 10. Juni 1922 heiratete er die im Februar 1891 geborene Emma Johanna Rehm geb. Jäkel. Er wurde am 29. April 1952 auf dem Johannisfriedhof in Dresden-Tolkewitz im Grab Nr. 3 F.28.3/4 beigesetzt.
Von 1873 bis 1881 besuchte Rehm die Wildenfelser Vier-Klassen-Schule, danach absolvierte er eine vierjährige Lehre als Holzbildhauer. Im Alter von 18 Jahren erhielt er 1884 ein dreijähriges Stipendium durch König Albert von Sachsen, um ab dem Wintersemester 1884/1885 an der Kunstgewerbeschule Dresden und von 1888 bis 1896 an der Dresdner Kunstakademie studieren zu können. Dort war er im Meisteratelier des Bildhauers Johannes Schilling tätig. Im Jahr 1909 war er in Vertretung des Bildhauers Arthur Lange Mitglied des Lehrerkollegiums der 1896 gegründeten Alten Dresdner Kunstschule, Georgplatz 1.
Im Jahr 1888 erhielt Rehm ein mündliches Lob auf der Kunstausstellung der Dresdener Kunstakademie und wurde 1891 durch die Verleihung einer Großen Silbernen Medaille der Kunstakademie geehrt. Mit zwei von ihm entworfenen Bronzeplastiken (Gefesselte Venus und Mädchen mit Katze) präsentierte sich die Dresdner Kunst- und Glockengießerei C. Albert Bierling auf der Weltausstellung Paris 1900, er wurde dort für diese Werke mit einer Bronzemedaille ausgezeichnet.
Ab 1903 war Adolf Rehm als Bildhauer selbständig tätig. Er lebte von 1905 bis 1917 im Haus Behrischstraße 1 in Dresden-Striesen, danach in verschiedenen Gebäuden in Dresden-Blasewitz: 1918 im Haus Tolkewitzer Straße 28, von 1919 bis 1928 im Haus Wachwitzer Straße 8 (1926 in Avenariusstraße umbenannt) und von 1929 bis 1945 im Haus Wartburgstraße 10. Sein Atelier befand sich zwischen 1898 und 1900 im Gebäude Schweizer Straße 19 und ab 1911 im Haus Tolkewitzer Straße 30 und ab 1921 im Haus Tolkewitzer Straße 28 in einem Seitengebäude. Während des Luftangriffs auf Dresden vom 13. bis 15. Februar 1945 wurden sowohl seine Wohnung als auch das Atelier vollständig zerstört. Danach lebte gemeinsam mit seiner Frau Emma in Dresden-Bühlau, Am Bauernbusch 12, als Gäste der Familie von Zobel, die ihnen bis zu seinem Tod Obdach gewährte.
Rehm war Mitglied im Künstlerverein „Mappe“, in der Dresdner Kunstgenossenschaft, im Sächsischen Kunstverein, im Verein bildender Künstler Dresden und im Reichsverband bildender Künstler Deutschlands.

## Werk
- 1888: Königsheim-Gedenkstein im Waldpark Blasewitz[8]
- um 1891: Steinfiguren Matthäus[34] und Markus[35] an der Maria-und-Martha-Kirche in Bautzen[8][36]
- 1893?: Glück auf, Entwurf bildnerischen Schmuckes für die Kirche in Cainsdorf bei Zwickau (vermutlich nicht ausgeführt)[37][38]
- 1897?: Bronze-Porträtrelief Fräulein Amalie Marschner in der Anstalt für verwaiste Töchter in Dresden, Innere Neustadt, Georgenstraße 3[39][40]
- 1897: Porzellanfiguren Mädchen mit Vögeln und Knabe mit zwei Hunden[41]
- 1898: Porzellanfigur Die Wahrsagerin[42]
- 1898: Porzellanfigur Knabe mit zwei Gänsen[43]
- 1898: Porzellanfigur Schlittschuhläufer[44]
- 1898?: Gipsstatuette Frühlingskinder (Verbleib unbekannt)[23]
- 1899?: Holzrelief Mutter und Kind (Verbleib unbekannt)[45][46][47][48][49][50][51]
- um 1900: Buchsbaum-Statuette Stehender Mädchenakt (Grassi Museum für Angewandte Kunst in Leipzig)[52][53]
- 1904: Gips-Modell Martin Luther für eine der Portalfiguren der Lutherkirche in Meißen (1932 aufgestellt in der Brauthalle der Heilig-Geist-Kirche in Dresden-Blasewitz)[54]
- 1904: Skulpturen Apostel Paulus und Martin Luther für das Portal der Lutherkirche in Meißen[55][56][57][58]
- 1905: Grabmal für Rehms erste Ehefrau Gertrud Rehm geb. Retzlaff[59], später auf dem Grab Adolf Rehms auf dem Johannisfriedhof in Dresden-Tolkewitz[60]
- 1906: Relief-Bildnis König Alberts für das König-Albert-Denkmal in Schneeberg[8][61], Einweihung am 24. Mai 1906[62][63][64], Verbleib laut Stadtarchiv unbekannt und 2005 neu gestaltet[65]
- 1906?: Marmorbüste Dornröschen (Verbleib unbekannt)[48][49]
- 1906: König-Albert-Denkmal in Stollberg im Erzgebirge, enthüllt am 9. September 1906 (Verbleib unbekannt)[66][8][67][68][69][70][71][72][73][74]
- 1906: August-Francke-Standbild als eine von drei Giebelfiguren der Ehrlichschen Gestiftskirche in Dresden (Verbleib unbekannt)[75][76]
- 1907?: Bronzefigur Junges Mädchen (Verbleib unbekannt)[77][78]
- 1909?: Bronze-Skulptur Graue Schwestern (Verbleib unbekannt)[79]
- 1909: Relief Ruhender Pilger am Grabmal der Familie Lessel auf dem Johannisfriedhof in Dresden[80]

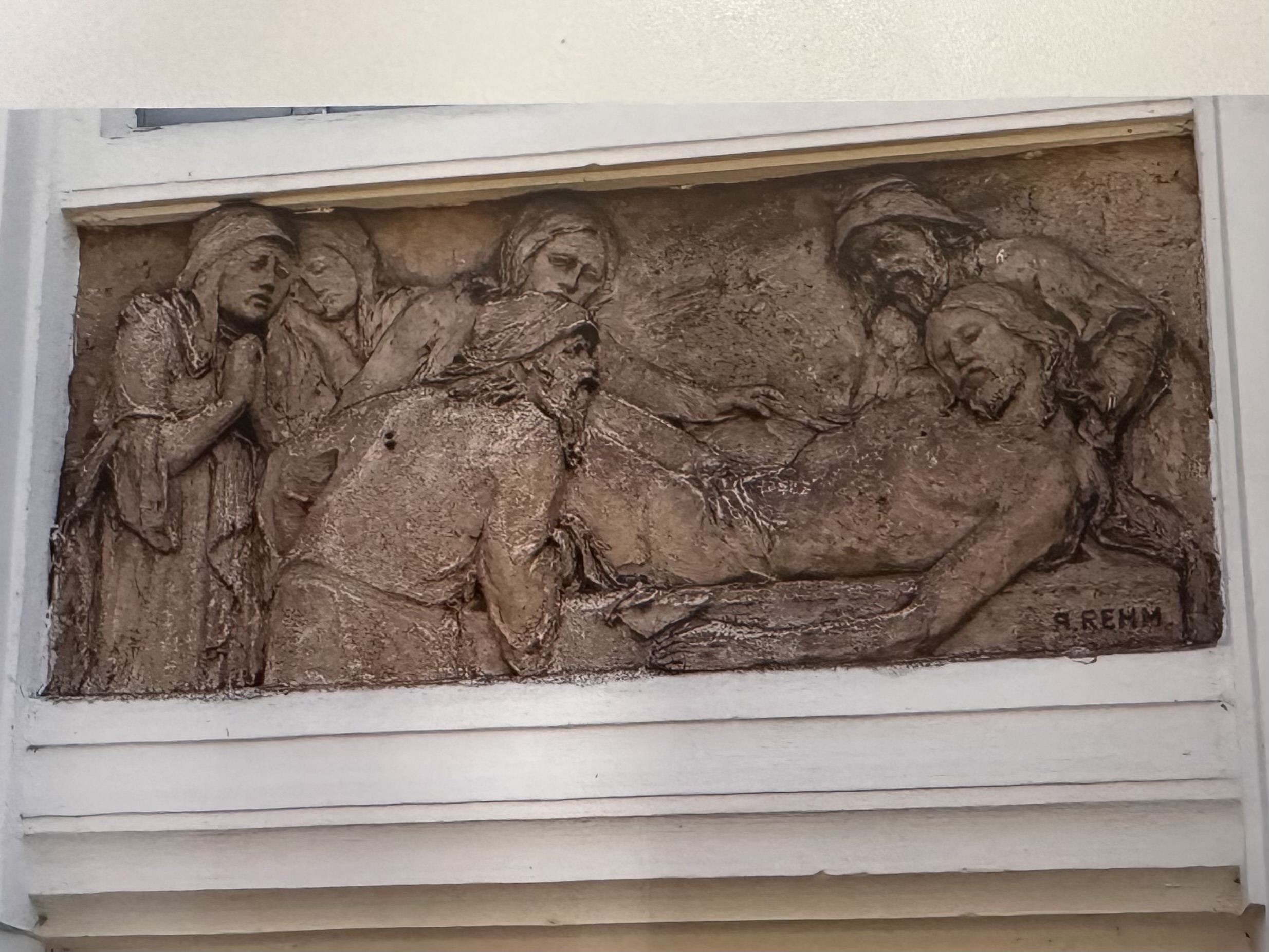
Grablegung Christi, Portalrelief der Friedhofshalle auf dem Friedhof Wildenfels

- 1909: Sandsteinrelief Grablegung Christi am Portal der Friedhofshalle auf dem Friedhof Wildenfels[8][7]
- 1910: Kalkstein-Büste Reginald Henry Pierson, aufgestellt am 7. Juli 1910 in der damaligen Heilanstalt Lindenhof in Coswig bei Dresden (heute Fachkrankenhaus Coswig) (2006 im Treppenhaus des ehemaligen Gesellschaftshauses)[8][81]
- um 1910: Marmorbüste Bildnis eines jungen Mädchens (Verbleib unbekannt)[82]
- 1913?: Krippenfigur Glückauf, Holzschnitzerei (Verbleib unbekannt)[83]
- 1913?: Holzstatuette Heimkehr von der Schicht (Verbleib unbekannt)[84]
- 1919: Rattenfänger-Gruppe in Lindenholz (Verbleib unbekannt)[85][86]

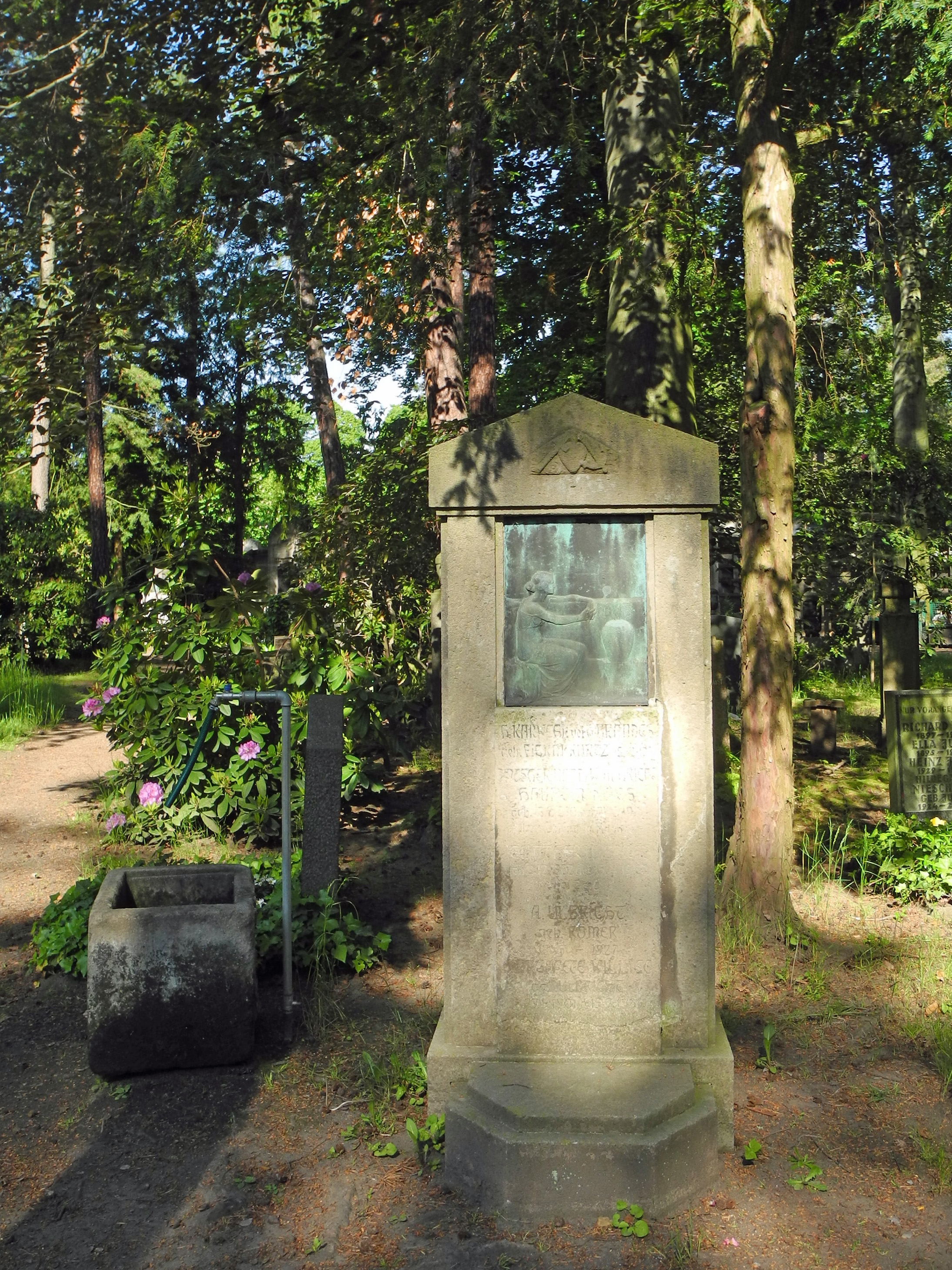
Grabmal Brandes auf dem Urnenhain Tolkewitz

- o. J.: Grabmal der Familie Brandes auf dem Urnenhain Tolkewitz in Dresden[80][87]
- o. J.: Kleinplastik Dr. Krenkel (1928 im Stadtmuseum Dresden nachgewiesen, Verbleib unbekannt)[88][89]

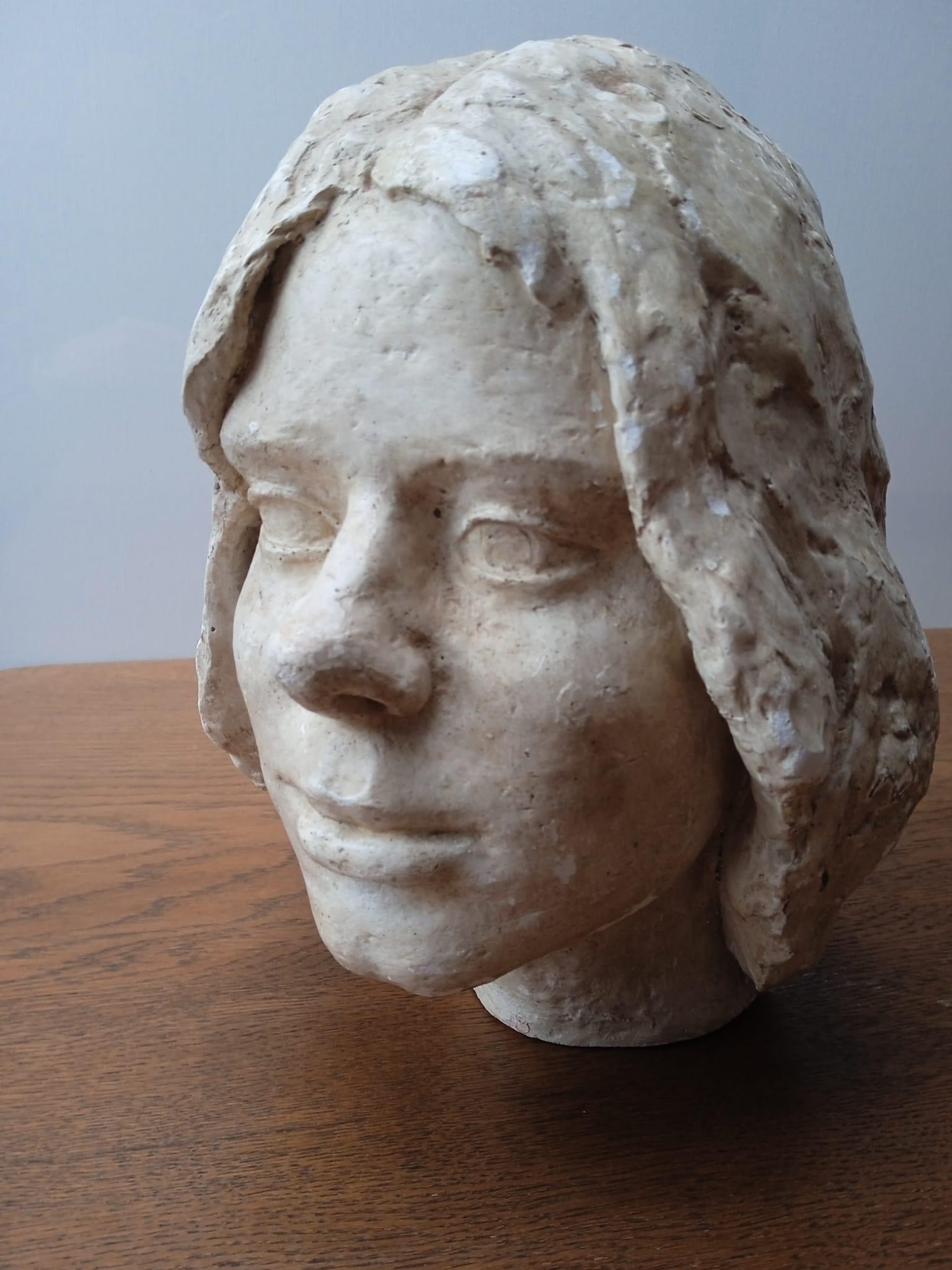
Gipsbüste Junges Mädchen

- o. J.: Gipsbüste Junges Mädchen, eventuell als Modell für einen Bronzeguss (Besitz der Familie Fleischer, Dessau)